# Greenidea kumaoni
Greenidea kumaoni är en insektsart. Greenidea kumaoni ingår i släktet Greenidea och familjen långrörsbladlöss. Inga underarter finns listade i Catalogue of Life.